# Herbert Nieswandt
Herbert Nieswandt (Berlijn, 3 april 1915 – Bad Tölz, 28 juni 1999) was een Duits componist, muziekpedagoog, dirigent en klarinettist.

## Levensloop
Nieswandt werd als klarinettist in 1935 lid van het Luftwaffenmusikkorps (Militaire muziekkapel van de luchtmacht) in Berlijn. Na de Tweede Wereldoorlog werkte hij als vrije medewerker (klarinettist en arrangeur) bij de Bayerischer Rundfunk en bij AFN. In 1956 werd hij opnieuw klarinettist en tweede dirigent bij het Lufwaffenmusikkorps I Neubiberg. In 1969 ging hij met pensioen. Hij was als dirigent verbonden van 1970 tot 1988 aan de Tölzer Stadtkapelle alsook van de harmonieorkesten in Tegernsee en Lenggries. 
Als componist schreef hij meer dan 100 werken voor harmonieorkest.

## Composities

### Werken voor harmonieorkest
- 1980 Moderne Overtüre
- 1980 Tanzfantasie
- 1983 Herrliche Bergwelt
- 1997 Alles für dich
- Alpenglühn
- Andalusische Hochzeit, fantasie
- Auf nach Tölz (opgedragen aan de "Tölzer Stadtkapelle")
- Bayrische Ländlerfolge, selectie
- Bergidyll, ouverture
- Bolero-Concertant
- Boogie for Band
- Braune Elvira
- Brauneck-Marsch
- Buntspechtpolka
- Czardas-Impressionen
- Czardasklang
- Czardaszauber
- Dixie-Express
- Dixie-Revue, concertmars
- Egerländer Madl
- Ein Blumenstrauß
- Ein Leben lang
- Ein Wettstreit
- Espana-Medley
- Eviva, selectie
- Fiesta
- Frisch gewagt
- Frohe Herzen
- Für Feiern und Trauer
- Gartenzwergpolka

- Glockenpolka, voor twee trompetten en harmonieorkest
- Glückliche Jugend, fantasie
- Glücksrad, ouverture
- Golden-Medley
- Goldregen-Ouvertüre
- Harlekin, ouverture
- Heiteres Intermezzo
- Herrliche Bergwelt
- Herrliches Leben
- Hüttenzauber-Ländler
- Im Rampenlicht
- Jugendträume
- Jungliches Intermezzo
- Kleine Wünsche, ouverture
- Komet-Ouvertüre
- Kosakenritt
- Kuckuckspolka
- Lachendes Glück, concertwals
- Leuchtende Augen
- Lustige Trompeten, voor 3 trompetten en harmonieorkest
- Musikanten grüßen
- Musikanten kommen
- Nur ein Traum
- Nur Mut
- Oberlandmarsch
- Posaunenswing
- Postillion d'Amour
- Postintermezzo
- Primavera, ouverture
- Puszta-Czardas

- Romanze
- Roter Paprika
- Schwung für Alt und Jung
- Schützenball-Ländler
- Schöne Welt
- Sehnsuchtswalzer
- Silberfalken
- So klingt's bei uns
- So ändern sich die Zeiten
- Sonnen-Ouvertüre
- Spanische Fantasie
- Stadtbummel-Impressionen
- Sternschnuppen-Fantasie
- Sternstunden-Medley
- Swing-Intermezzo
- Tango Romantico
- Tanzende Puppen
- Tanzfantasie
- Torero
- Treueschwur
- Trumpetmagic
- Türkispolka
- Ungarisches Fest, czardas
- Urlaubsträume
- Vater unser (Onze vader)
- Veilchenwalzer
- Weltcupmarsch
- Zauber der Manege, fantasie